# Championnat de la PGA
Ne doit pas être confondu avec LPGA Championship.
Le Championnat de la PGA (en anglais : US PGA ou PGA Championship) est un tournoi de golf professionnel masculin, créé en 1916, se déroulant chaque année aux États-Unis, organisé par l'association des golfeurs professionnels américains (PGA of America). Il s'agit de l'un des quatre tournois majeurs, qui composent le grand chelem (avec le Masters, l'Open américain et l'Open britannique), qui annuellement en est le dernier volet. Longtemps organisé avec la formule du match play (1916-1957), il est aujourd'hui disputé en stroke-play. Le champion actuel est l'Américain Scott Scheffler.

## Histoire
Le premier PGA Championship s'est tenu en 1916 au Siwanoy Country Club de Bronxville dans l'État de New York. Le trophée a été offert par Rodman Wanamaker, et il est connu aujourd'hui sous le nom de trophée Wanamaker (The Wanamaker Trophy). À l'origine il s'agissait d'un tournoi de Match-Play, mais il a été transformé en Stroke-Play en 1958, certainement par pression des télévisions américaines, qui préféraient montrer le plus grand nombre de joueurs possibles. Le premier vainqueur, Jim Barnes, a reçu 500 dollars en 1916 (par comparaison le vainqueur 2006, Tiger Woods, à lui reçu plus d'un million de dollars pour sa victoire).
Le tournoi a d'abord connu une forte domination de Walter Hagen, avec 5 victoire dont 4 consécutives de 1924 à 1927, mais également les victoires des meilleurs joueurs professionnels de l'époque, notamment Gene Sarazen. Après le changement de format, le tournoi est dominé par Jack Nicklaus, qui égale le record de 5 victoires de Hagen en 1980 à Oak Hill. 
L'édition 1986 est restée dans les mémoires pour la victoire à l'arraché de Bob Tway, qui, en rentrant une sortie de bunker au dernier trou, parvient à devancer Greg Norman qui avait pourtant une avance confortable à l'entame des neuf derniers trous.
Le tournoi est particulièrement mis en avant médiatiquement en 1991 avec la victoire inattendue de John Daly, neuvième joueur de réserve entrée au dernier moment dans le tournoi grâce au désistement de Nick Price à cause de la naissance de son premier enfant. Daly, totalement inconnu, et au style de jeu spectaculaire, devient rapidement très apprécié du public, et l'emporte avec trois coups d'avances. 
Price lui-même l'emporte l'année suivante et confirme avec une seconde victoire en 1994. Mais c'est Tiger Woods qui marque la suite de l'histoire du tournoi, avec 4 victoires de 1999 à 2007. L'édition 2000 se distingue particulièrement, car en remportant un play-off serré contre Bob May, Woods gagne son troisième majeur consécutif dans la même année (seul Ben Hogan avait réussi cela auparavant en 1953, le Grand Chelem de Bobby Jones en 1930 concernait les tournois accessibles aux amateurs), en route vers le Grand Chelem réalisé au Masters de l'année suivante. 
En 2009, Woods ne parvient pas pour la première fois de sa carrière à s’imposer après avoir mené après trois tours, et Yang Yong-eun devient le premier joueur originaire d'Asie à gagner un Majeur masculin;
Les années 2010 sont marquées par les deux victoires de Rory McIlroy et les deux victoires consécutives de Brooks Koepka. Le calendrier est modifié à partir de l'édition 2019, qui se déroule en mai, en seconde position après le Masters, alors que le tournoi avait été le dernier Majeur de l'année durant plusieurs décennies. 
En 2020, à la suite de la pandémie de Covid-19, le tournoi est reporté en août.

## Qualification
Critères de qualification :
- Tous les anciens vainqueurs de l'USPGA.
- Vainqueurs des 5 derniers U.S. Open.
- Vainqueurs des 5 derniers Masters.
- Vainqueurs des 5 derniers British Open.
- Le dernier vainqueur de l'épreuve Senior.
- Les 15 meilleurs de l'USPGA précédent.
- Les 20 meilleurs du dernier championnat national professionnel (PGA Professional National Championship)
- Les 70 golfeurs professionnels ayant amassés le plus d'argent de l'année en cours.
- Les membres de la dernière équipe américaine de Ryder Cup.
- Les vainqueurs des tournois du PGA Tour de l'année.
- L'organisation peut réserver des places pour d'autres golfeurs que ceux cités précédemment, le total des places étant limité à 156 participants.

## Vainqueurs

### Vainqueurs dans le format duStroke-Play
| Année | Vainqueur          | Nationalité     | Parcours                                                     | Lieu                           | Score du vainqueur    |
| ----- | ------------------ | --------------- | ------------------------------------------------------------ | ------------------------------ | --------------------- |
| 2025  | Scott Scheffler    | États-Unis      | Quail Hollow Club                                            | Charlotte, Caroline du Nord    | 69-68-65-71=273 (-11) |
| 2024  | Xander Schauffele  | États-Unis      | Valhalla Golf Club                                           | Louisville, Kentucky           | 62-68-68-65=263 (-21) |
| 2023  | Brooks Koepka      | États-Unis      | Oak Hill Country Club                                        | Rochester, New York            | 72-66-66-67=271 (-9)  |
| 2022  | Justin Thomas      | États-Unis      | Southern Hills Country Club                                  | Tulsa, Oklahoma                | 67-67-74-67=275 (-5)  |
| 2021  | Phil Mickelson     | États-Unis      | Kiawah Island Golf Resort, Ocean Course                      | Kiawah Island, Caroline du Sud | 70-69-70-73=282 (-6)  |
| 2020  | Collin Morikawa    | États-Unis      | TPC Harding Park                                             | San Francisco, Californie      | 69-69-65-64=267 (-13) |
| 2019  | Brooks Koepka      | États-Unis      | Bethpage State Park, Black Course                            | Farmingdale, New-York          | 63-65-70-74=272 (-8)  |
| 2018  | Brooks Koepka      | États-Unis      | Bellerive Country Club                                       | Town and Country, Missouri     | 69-63-66-66=264 (-16) |
| 2017  | Justin Thomas      | États-Unis      | Quail Hollow Club                                            | Charlotte, Caroline du Nord    | 73-66-68-68=276 (-8)  |
| 2016  | Jimmy Walker       | États-Unis      | Baltusrol Golf Club, Lower Course                            | Springfield, New Jersey        | 65-66-68-67=266 (-14) |
| 2015  | Jason Day          | Australie       | Whistling Straits                                            | Sheboygan, Wisconsin           | 68-67-66-67=268 (-20) |
| 2014  | Rory McIlroy       | Irlande du Nord | Valhalla Golf Club                                           | Louisville, Kentucky           | 66-67-67-68=268 (-16) |
| 2013  | Jason Dufner       | États-Unis      | Oak Hill Country Club                                        | Rochester, New York            | 68-63-71-68=270 (-10) |
| 2012  | Rory McIlroy       | Irlande du Nord | Kiawah Island Golf Resort, Ocean Course                      | Kiawah Island, Caroline du Sud | 67-75-67-66=275 (-13) |
| 2011  | Keegan Bradley     | États-Unis      | Atlanta Athletic Club, Highlands Course                      | Johns Creek, Géorgie           | 71-64-69-68=272 (-8)  |
| 2010  | Martin Kaymer      | Allemagne       | Whistling Straits                                            | Sheboygan, Wisconsin           | 72-68-67-70=277 (-11) |
| 2009  | Yong-Eun Yang      | Corée du Sud    | Hazeltine National Golf Club                                 | Chaska, Minnesota              | 73-70-67-70=280 (-8)  |
| 2008  | Pádraig Harrington | Irlande         | Oakland Hills Country Club, South Course                     | Bloomfield Township, Michigan  | 71-74-66-66=277 (-3)  |
| 2007  | Tiger Woods        | États-Unis      | Southern Hills Country Club                                  | Tulsa, Oklahoma                | 71-63-69-69=272 (-8)  |
| 2006  | Tiger Woods        | États-Unis      | Medinah Country Club, Course No. 3                           | Medinah, Illinois              | 69-68-65-68=270 (-18) |
| 2005  | Phil Mickelson     | États-Unis      | Baltusrol Golf Club, Lower Course                            | Springfield, New Jersey        | 67-65-72-72=276 (-4)  |
| 2004  | Vijay Singh        | Fidji           | Whistling Straits, Straits Course                            | Sheboygan, Wisconsin           | 67-68-69-76=280 (-8)  |
| 2003  | Shaun Micheel      | États-Unis      | Oak Hill Country Club, East Course                           | Rochester, New York            | 69-68-69-70=276 (-4)  |
| 2002  | Rich Beem          | États-Unis      | Hazeltine National Golf Club                                 | Chaska, Minnesota              | 72-66-72-68=278 (-10) |
| 2001  | David Toms         | États-Unis      | Atlanta Athletic Club, Highlands Course                      | Duluth, Géorgie                | 66-65-65-69=265 (-15) |
| 2000  | Tiger Woods        | États-Unis      | Valhalla Golf Club                                           | Louisville, Kentucky           | 66-67-70-67=270 (-18) |
| 1999  | Tiger Woods        | États-Unis      | Medinah Country Club, Course No. 3                           | Medinah, Illinois              | 70-67-68-72=277 (-11) |
| 1998  | Vijay Singh        | Fidji           | Sahalee Country Club                                         | Sammamish, Washington          | 70-66-67-68=271 (-9)  |
| 1997  | Davis Love III     | États-Unis      | Winged Foot Golf Club, West Course                           | Mamaroneck, New York           | 66-71-66-66=269 (-11) |
| 1996  | Mark Brooks        | États-Unis      | Valhalla Golf Club                                           | Louisville, Kentucky           | 68-70-69-70=277 (-11) |
| 1995  | Steve Elkington    | Australie       | The Riviera Country Club                                     | Pacific Palisades, Californie  | 68-67-68-64=267 (-17) |
| 1994  | Nick Price         | Zimbabwe        | Southern Hills Country Club                                  | Tulsa, Oklahoma                | 67-65-70-67=269 (-11) |
| 1993  | Paul Azinger       | États-Unis      | Inverness Club                                               | Toledo, Ohio                   | 69-66-69-68=272 (-12) |
| 1992  | Nick Price         | Zimbabwe        | Bellerive Country Club                                       | St. Louis, Missouri            | 70-70-68-70=278 (-6)  |
| 1991  | John Daly          | États-Unis      | Crooked Stick Golf Club                                      | Carmel, Indiana                | 69-67-69-71=276 (-12) |
| 1990  | Wayne Grady        | Australie       | Shoal Creek Golf and Country Club                            | Birmingham, Alabama            | 72-67-72-71=282 (-6)  |
| 1989  | Payne Stewart      | États-Unis      | Kemper Lakes Golf Club                                       | Long Grove, Illinois           | 74-66-69-67=276 (-12) |
| 1988  | Jeff Sluman        | États-Unis      | Oak Tree Golf Club                                           | Edmond, Oklahoma               | 69-70-68-65=272 (-12) |
| 1987  | Larry Nelson       | États-Unis      | PGA National Resort & Spa                                    | Palm Beach Gardens, Floride    | 70-72-73-72=287 (-1)  |
| 1986  | Bob Tway           | États-Unis      | Inverness Club                                               | Toledo, Ohio                   | 72-70-64-70=276 (-8)  |
| 1985  | Hubert Green       | États-Unis      | Cherry Hills Country Club                                    | Cherry Hills Village, Colorado | 67-69-70-72=278 (-10) |
| 1984  | Lee Trevino        | États-Unis      | Shoal Creek Golf and Country Club                            | Birmingham, Alabama            | 69-68-67-69=273 (-15) |
| 1983  | Hal Sutton         | États-Unis      | The Riviera Country Club                                     | Pacific Palisades, Californie  | 65-66-72-71=274 (-10) |
| 1982  | Raymond Floyd      | États-Unis      | Southern Hills Country Club                                  | Tulsa, Oklahoma                | 63-69-68-72=272 (-8)  |
| 1981  | Larry Nelson       | États-Unis      | Atlanta Athletic Club, Highlands Course                      | Duluth, Géorgie                | 70-66-66-71=273 (-7)  |
| 1980  | Jack Nicklaus      | États-Unis      | Oak Hill Country Club, East Course                           | Rochester, New York            | 70-69-66-69=274 (-6)  |
| 1979  | David Graham       | Australie       | Oakland Hills Country Club, South Course                     | Bloomfield Township, Michigan  | 69-68-70-65=272 (-8)  |
| 1978  | John Mahaffey      | États-Unis      | Oakmont Country Club                                         | Oakmont, Pennsylvanie          | 75-67-68-66=276 (-8)  |
| 1977  | Lanny Wadkins      | États-Unis      | Pebble Beach Golf Links                                      | Pebble Beach, Californie       | 69-71-72-70=282 (-3)  |
| 1976  | Dave Stockton      | États-Unis      | Congressional Country Club, Blue Course                      | Bethesda, Maryland             | 70-72-69-70=281 (+1)  |
| 1975  | Jack Nicklaus      | États-Unis      | Firestone Country Club, South Course                         | Akron, Ohio                    | 70-68-67-71=276 (-4)  |
| 1974  | Lee Trevino        | États-Unis      | Tanglewood Park, Championship Course                         | Clemmons, Caroline du Nord     | 73-66-68-69=276 (-4)  |
| 1973  | Jack Nicklaus      | États-Unis      | Canterbury Golf Club                                         | Beachwood, Ohio                | 72-68-68-69=277 (-7)  |
| 1972  | Gary Player        | Afrique du Sud  | Oakland Hills Country Club, South Course                     | Bloomfield Hills, Michigan     | 71-71-67-72=281 (+1)  |
| 1971  | Jack Nicklaus      | États-Unis      | PGA National Golf Club (désormais Ballen Isles Country Club) | Palm Beach Gardens, Floride    | 69-69-70-73=281 (-7)  |
| 1970  | Dave Stockton      | États-Unis      | Southern Hills Country Club                                  | Tulsa, Oklahoma                | 70-70-66-73=279 (-1)  |
| 1969  | Raymond Floyd      | États-Unis      | NCR Country Club, South Course                               | Dayton, Ohio                   | 69-66-67-74=276 (-8)  |
| 1968  | Julius Boros       | États-Unis      | Pecan Valley Golf Club                                       | San Antonio, Texas             | 71-71-70-69=281 (+1)  |
| 1967  | Don January        | États-Unis      | Columbine Country Club                                       | Columbine Valley, Colorado     | 71-72-70-68=281 (-7)  |
| 1966  | Al Geiberger       | États-Unis      | Firestone Country Club, South Course                         | Akron, Ohio                    | 68-72-68-72=280 (E)   |
| 1965  | Dave Marr          | États-Unis      | Laurel Valley Golf Club                                      | Ligonier, Pennsylvanie         | 70-69-70-71=280 (-4)  |
| 1964  | Bobby Nichols      | États-Unis      | Columbus Country Club                                        | Columbus, Ohio                 | 64-71-69-67=271 (-9)  |
| 1963  | Jack Nicklaus      | États-Unis      | Dallas Athletic Club, Blue Course                            | Dallas, Texas                  | 69-73-69-68=279 (-5)  |
| 1962  | Gary Player        | Afrique du Sud  | Aronimink Golf Club                                          | Newtown Square, Pennsylvanie   | 72-67-69-70=278 (-2)  |
| 1961  | Jerry Barber       | États-Unis      | Olympia Fields Country Club                                  | Olympia Fields, Illinois       | 69-67-71-70=277 (-3)  |
| 1960  | Jay Hebert         | États-Unis      | Firestone Country Club, South Course                         | Akron, Ohio                    | 72-67-72-70=281 (+1)  |
| 1959  | Bob Rosburg        | États-Unis      | Minneapolis Golf Club                                        | Minneapolis, Minnesota         | 71-72-68-66=277 (-3)  |
| 1958  | Dow Finsterwald    | États-Unis      | Llanerch Country Club                                        | Havertown, Pennsylvanie        | 67-72-70-67=276 (-14) |

Vaincus à l'issue de play-offs :
1. ↑  Martin Kaymer devance l'Américain Bubba Watson lors d'un playoff disputé en trois trous.
2. ↑  Chris DiMarco ( États-Unis) et Justin Leonard ( États-Unis)
3. ↑  Bob May ( États-Unis)
4. ↑  Kenny Perry ( États-Unis)
5. ↑  Colin Montgomerie ( Écosse)
6. ↑  Greg Norman ( Australie)
7. ↑  Lanny Wadkins ( États-Unis)
8. ↑  Ben Crenshaw ( États-Unis)
9. ↑  Tom Watson ( États-Unis) et Jerry Pate ( États-Unis)
10. ↑  Gene Littler ( États-Unis)
11. ↑  Don Massengale ( États-Unis)
12. ↑  Don January ( États-Unis)

### Vainqueurs dans le format duMatch-Play
| Année | Vainqueur                                 | Pays                                      | Finaliste                                 | Écart                                     | Parcours                                                | Lieu                                             |
| ----- | ----------------------------------------- | ----------------------------------------- | ----------------------------------------- | ----------------------------------------- | ------------------------------------------------------- | ------------------------------------------------ |
| 1957  | Lionel Hebert                             | États-Unis                                | Dow Finsterwald                           | 2 & 1                                     | Miami Valley Country Club                               | Dayton, Ohio                                     |
| 1956  | Jack Burke, Jr                            | États-Unis                                | Ted Kroll                                 | 3 & 2                                     | Blue Hill Country Club                                  | Boston, Massachusetts                            |
| 1955  | Doug Ford                                 | États-Unis                                | Cary Middlecoff                           | 4 & 3                                     | Meadowbrook Country Club                                | Détroit, Michigan                                |
| 1954  | Chick Harbert                             | États-Unis                                | Walter Burkemo                            | 4 & 3                                     | Keller Golf Club                                        | Saint Paul, Minnesota                            |
| 1953  | Walter Burkemo                            | États-Unis                                | Felice Torza                              | 4 & 3                                     | Birmingham Country Club                                 | Birmingham, Michigan                             |
| 1952  | Jim Turnesa                               | États-Unis                                | Chick Harbert                             | 1 up                                      | Big Spring Country Club                                 | Louisville, Kentucky                             |
| 1951  | Sam Snead                                 | États-Unis                                | Walter Burkemo                            | 7 & 6                                     | Oakmont Country Club                                    | Oakmont, Pennsylvanie                            |
| 1950  | Chandler Harper                           | États-Unis                                | Henry Williams, Jr.                       | 4 & 3                                     | Scioto Country Club                                     | Columbus (Ohio)                                  |
| 1949  | Sam Snead                                 | États-Unis                                | Johnny Palmer                             | 3 & 2                                     | Hermitage Country Club                                  | Richmond, Virginie                               |
| 1948  | Ben Hogan                                 | États-Unis                                | Mike Turnesa                              | 7 & 6                                     | Norwood Hills Country Club                              | St. Louis, Missouri                              |
| 1947  | Jim Ferrier                               | Australie                                 | Chick Harbert                             | 2 & 1                                     | Plum Hollow Country Club                                | Détroit, Michigan                                |
| 1946  | Ben Hogan                                 | États-Unis                                | Ed Oliver                                 | 6 & 4                                     | Portland Golf Club                                      | Portland, Oregon                                 |
| 1945  | Byron Nelson                              | États-Unis                                | Sam Byrd                                  | 4 & 3                                     | Moraine Country Club                                    | Dayton, Ohio                                     |
| 1944  | Bob Hamilton                              | États-Unis                                | Byron Nelson                              | 1 up                                      | Manita Golf and Country Club                            | Spokane, Washington                              |
| 1943  | Pas de tournoi (Seconde Guerre mondiale)  | Pas de tournoi (Seconde Guerre mondiale)  | Pas de tournoi (Seconde Guerre mondiale)  | Pas de tournoi (Seconde Guerre mondiale)  | Pas de tournoi (Seconde Guerre mondiale)                | Pas de tournoi (Seconde Guerre mondiale)         |
| 1942  | Sam Snead                                 | États-Unis                                | Jim Turnesa                               | 2 & 1                                     | Seaview Country Club                                    | Atlantic City, New Jersey                        |
| 1941  | Vic Ghezzi                                | États-Unis                                | Byron Nelson                              | 1 up                                      | Cherry Hills Country Club                               | Cherry Hills Village, Colorado                   |
| 1940  | Byron Nelson                              | États-Unis                                | Sam Snead                                 | 1 up                                      | Hershey Country Club, West Course                       | Hershey, Pennsylvanie                            |
| 1939  | Henry Picard                              | États-Unis                                | Byron Nelson                              | 1 up                                      | Pomonok Country Club                                    | Flushing, New York                               |
| 1938  | Paul Runyan                               | États-Unis                                | Sam Snead                                 | 8 & 7                                     | The Shawnee Inn & Golf Resort                           | Smithfield Township, Monroe County, Pennsylvanie |
| 1937  | Denny Shute                               | États-Unis                                | Harold McSpaden                           | 1 up                                      | Pittsburgh Field Club                                   | O'Hara Township, Pennsylvanie                    |
| 1936  | Denny Shute                               | États-Unis                                | Jimmy Thomson                             | 3 & 2                                     | Pinehurst Resort, No. 2 Course                          | Pinehurst, Caroline du Nord                      |
| 1935  | Johnny Revolta                            | États-Unis                                | Tommy Armour                              | 5 & 4                                     | Twin Hills Golf & Country Club                          | Oklahoma City, Oklahoma                          |
| 1934  | Paul Runyan                               | États-Unis                                | Craig Wood                                | 1 up                                      | The Park Country Club                                   | Williamsville, New York                          |
| 1933  | Gene Sarazen                              | États-Unis                                | Willie Goggin                             | 5 & 4                                     | Blue Mound Golf & Country Club                          | Wauwatosa, Wisconsin                             |
| 1932  | Olin Dutra                                | États-Unis                                | Frank Walsh                               | 4 & 3                                     | Keller Golf Club                                        | Saint Paul, Minnesota                            |
| 1931  | Tom Creavy                                | États-Unis                                | Denny Shute                               | 2 & 1                                     | Wannamoisett Country Club                               | Rumford, Rhode Island                            |
| 1930  | Tommy Armour                              | États-Unis                                | Gene Sarazen                              | 1 up                                      | Fresh Meadow Country Club                               | Great Neck, New York                             |
| 1929  | Leo Diegel                                | États-Unis                                | Johnny Farrell                            | 6 & 4                                     | Hillcrest Country Club                                  | Los Angeles                                      |
| 1928  | Leo Diegel                                | États-Unis                                | Al Espinosa                               | 6 & 5                                     | Baltimore Country Club, East Course                     | Timonium, Maryland                               |
| 1927  | Walter Hagen                              | États-Unis                                | Joe Turnesa                               | 1 up                                      | Cedar Crest Country Club                                | Dallas                                           |
| 1926  | Walter Hagen                              | États-Unis                                | Leo Diegel                                | 5 & 3                                     | Salisbury Golf Club                                     | East Meadow, New York                            |
| 1925  | Walter Hagen                              | États-Unis                                | Bill Mehlhorn                             | 6 & 5                                     | Olympia Fields Country Club                             | Olympia Fields, Illinois                         |
| 1924  | Walter Hagen                              | États-Unis                                | Jim Barnes                                | 2 up                                      | French Lick Springs Resort, Springs Country Club Course | French Lick, Indiana                             |
| 1923  | Gene Sarazen                              | États-Unis                                | Walter Hagen                              | 1 up                                      | Pelham Country Club                                     | Pelham Manor, New York                           |
| 1922  | Gene Sarazen                              | États-Unis                                | Emmet French                              | 4 & 3                                     | Oakmont Country Club                                    | Oakmont, Pennsylvanie                            |
| 1921  | Walter Hagen                              | États-Unis                                | Jim Barnes                                | 3 & 2                                     | Inwood Country Club                                     | Inwood, New York                                 |
| 1920  | Jock Hutchison                            | États-Unis                                | J. Douglas Edgar                          | 1 up                                      | Flossmoor Country Club                                  | Flossmoor, Illinois                              |
| 1919  | Jim Barnes                                | États-Unis                                | Fred McLeod                               | 6 & 5                                     | Engineers Country Club                                  | Roslyn Harbor, New York                          |
| 1918  | Pas de tournoi (Première Guerre mondiale) | Pas de tournoi (Première Guerre mondiale) | Pas de tournoi (Première Guerre mondiale) | Pas de tournoi (Première Guerre mondiale) | Pas de tournoi (Première Guerre mondiale)               | Pas de tournoi (Première Guerre mondiale)        |
| 1917  | Pas de tournoi (Première Guerre mondiale) | Pas de tournoi (Première Guerre mondiale) | Pas de tournoi (Première Guerre mondiale) | Pas de tournoi (Première Guerre mondiale) | Pas de tournoi (Première Guerre mondiale)               | Pas de tournoi (Première Guerre mondiale)        |
| 1916  | Jim Barnes                                | États-Unis                                | Jock Hutchison                            | 1 up                                      | Siwanoy Country Club                                    | Bronxville, New York                             |

### Vainqueurs multiples
Golfeurs ayant remporté 2 titres (ou plus) :
5 victoires
- États-Unis - Walter Hagen : 1921, 1924, 1925, 1926, 1927
- États-Unis - Jack Nicklaus : 1963, 1971, 1973, 1975, 1980

4 victoires
- États-Unis - Tiger Woods : 1999, 2000, 2006, 2007

3 victoires
- États-Unis - Gene Sarazen : 1922, 1923, 1933
- États-Unis - Sam Snead : 1942, 1949, 1951
- États-Unis - Brooks Koepka : 2018, 2019, 2023

2 victoires
- États-Unis - Jim Barnes : 1916, 1919
- États-Unis - Leo Diegel : 1928, 1929
- États-Unis - Raymond Floyd : 1969, 1982
- États-Unis - Ben Hogan : 1946, 1948
- Irlande du Nord - Rory McIlroy : 2012, 2014
- États-Unis - Byron Nelson : 1940, 1945
- États-Unis - Larry Nelson : 1981, 1987
- Afrique du Sud - Gary Player : 1962, 1972
- Zimbabwe - Nick Price : 1992, 1994
- États-Unis - Paul Runyan : 1934, 1938
- États-Unis - Denny Shute : 1936, 1937
- Fidji - Vijay Singh : 1998, 2004
- États-Unis - Dave Stockton : 1970, 1976
- États-Unis - Lee Trevino : 1974, 1984
- États-Unis - Brooks Koepka : 2018, 2019
- États-Unis - Justin Thomas : 2017, 2022

## Records
- Vainqueur le plus âgé :  Phil Mickelson en 2021 (50 ans, 11 mois, 8 jours).
- Vainqueur le plus jeune :  Gene Sarazen en 1922 (20 ans, 5 mois, 22 jours).
- Plus petit score en Par 72 :  David Toms en 2001 (265 ; 66-65-65-69).
  - Il s'agit du plus petit score de l'histoire de tous les Majeurs (sous ce format).